# Casa de Erik
La Casa de Erik (en sueco: Erikska ätten) fue uno de los dos principales clanes familiares que rivalizaron por obtener la corona del reino de Suecia entre 1150 y 1220. El primer rey del clan que consiguió el poder tras una cruenta lucha contra la casa de Sverker fue Erico IX de Suecia más tarde llamado Erico el Santo. Durante este periodo, las diferentes provincias del reino todavía mantenían cierto grado de independencia, como consta en las leyes provinciales suecas fechadas en el siglo XIII.
El clan de Erico el Santo favoreció el Convento de Varnhem, donde muchos de sus miembros fueron enterrados. 
El origen de la dinastía se remonta a la esposa de Erico, Cristina Bjørnsdatter, que según las leyendas fue nieta maternal del rey Inge I de Suecia. El nombre propio Katherine parece que fue muy popular entre los miembros de la dinastía.
En 1226, dos ramas de la dinastía entraron en conflicto. Canuto el Alto, que se proclamaba heredero de Filip, hijo menor de Erico IX, depuso a Erico XI Eriksson, por entonces menor de edad, y gobernó entre 1229 a 1234. Erico XI Eriksson volvió al trono para gobernar entre 1234 hasta su muerte en 1250. El conflicto, no obstante, se mantuvo latente con la rama principal de la dinastía y los dos hijos de Canuto II hasta que fueron ejecutados en 1248 y 1251. 
Erico XI fue el último rey de la dinastía y parece que murió sin herederos, aunque la leyenda romántica le atribuye dos hijas, pero es más probable que fueran las hijas de su hermana y Birger Jarl. Fue el sobrino de Erico XI, menor de edad e hijo de su hermana Ingeborg, que fue  elegido rey, Valdemar I de Suecia, bajo la regencia de su padre Birger Jarl.
Casi todos los reyes a partir de entonces han sido descendientes de la Casa de Erik. De hecho se consideraba una apuesta segura en los juegos de poder medievales que algunos aspirantes inventasen una genealogía para demostrar sus vínculos con la Casa de Erik. El caso más notable fue Carlos VIII de Suecia.